# Microregione di Andradina
Andradina è una microregione dello Stato di San Paolo in Brasile, appartenente alla mesoregione di Araçatuba.

## Comuni
Comprende 11 comuni:
- Andradina
- Castilho
- Guaraçaí
- Ilha Solteira
- Itapura
- Mirandópolis
- Murutinga do Sul
- Nova Independência
- Pereira Barreto
- Sud Mennucci
- Suzanápolis